# Basilica dei XII Apostoli
La basilica dei XII Apostoli, più nota anche come basilica di San Bassiano, è un antico luogo di culto cattolico situato poco fuori Lodi Vecchio, nella diocesi di Lodi.

## Storia

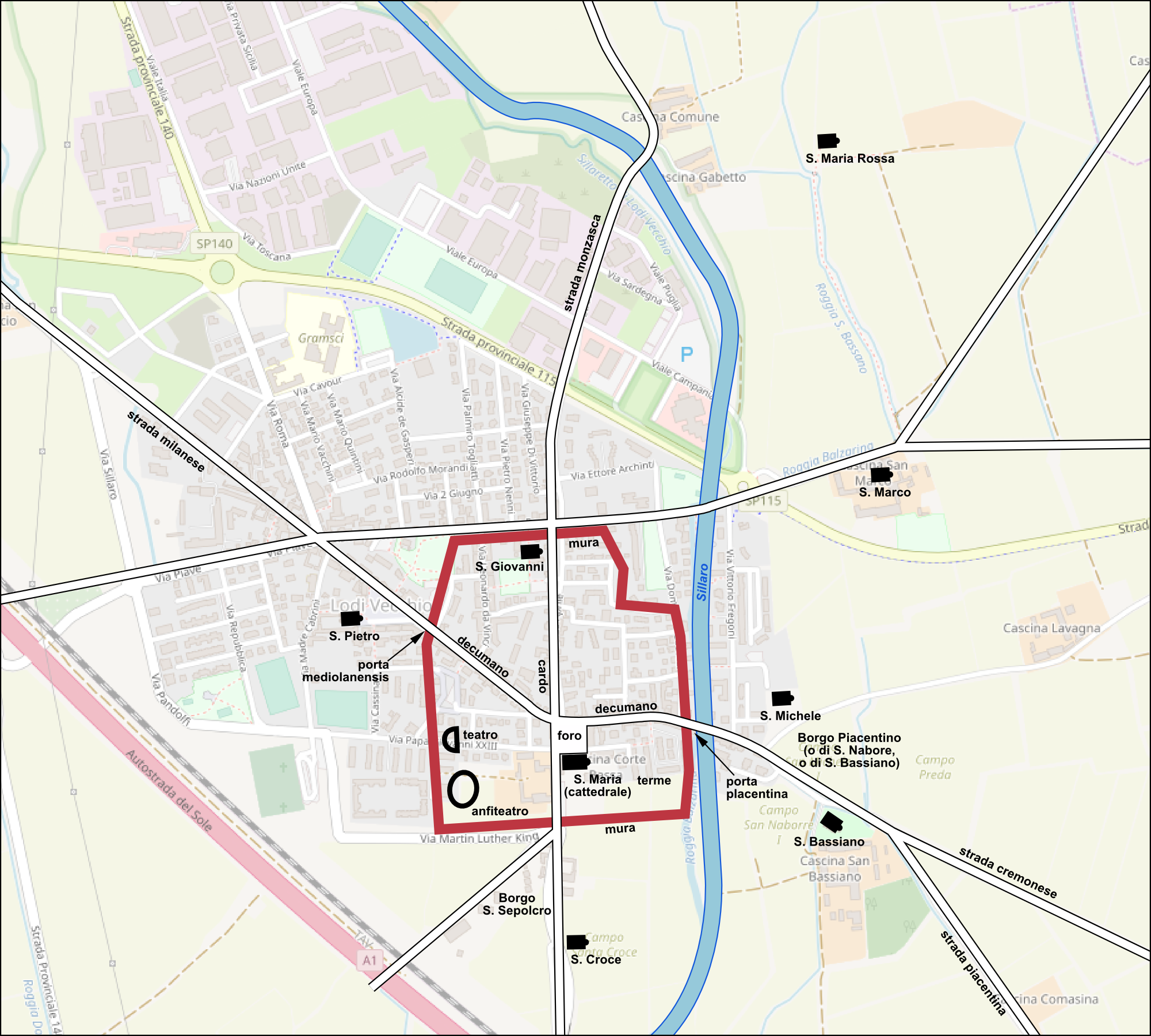
Posizione della basilica di San Bassiano nella città di Laus Pompeia

La Basilica Apostolorum fu consacrata il 1º gennaio 378 da San Bassiano, primo vescovo e patrono della Diocesi di Lodi. All'epoca della costruzione, si trovava alla periferia della città di Laus Pompeia, oltre il ponte sul Sillaro, alla biforcazione delle strade per Placentia e Cremona.
La basilica era il primo luogo di culto cristiano della neonata diocesi; alla consacrazione erano presenti Sant'Ambrogio, vescovo di Milano, e San Felice, vescovo di Como.
Dopo la morte di San Bassiano, sepolto nella Basilica, essa divenne nota (non ufficialmente) con il suo nome.
Durante le due distruzioni di Lodi antica ad opera dei Milanesi (1111 e 1158) la Basilica rimase intatta. In seguito alla fondazione della nuova Lodi, a 6 chilometri di distanza, le spoglie di San Bassiano furono trasferite nella cattedrale della nuova città.
Dopo esser stata affidata a una comunità di benedettini, nel XIV secolo la Basilica fu ricostruita secondo lo stile gotico lombardo, su impulso delle autorità ecclesiastiche e civili della vicina città di Lodi. Nei secoli successivi, la chiesa andò incontro a un lento degrado.
Restaurata alla fine del XIX secolo e a metà del XX, costituisce un'importante testimonianza artistica e religiosa. L'11 giugno 1875 è stata riconosciuta quale monumento nazionale italiano.

## Descrizione

### Arte e architettura
La basilica del XII Apostoli sorge al di fuori dell'abitato di Lodi Vecchio, a sud-est di quest'ultimo.
L'esterno, con paramento murario in mattoncini a vista, è caratterizzato dalla facciata. Questa è a salienti e venne radicalmente restaurata tra il 1902 e il 1908. La parte centrale, posta tra due alti contrafforti semicircolari, presenta, al centro, il portale con lunetta, leggermente strombato, sormontato dal rosone circolare e da una monofora a tutto sesto. Al di sopra di quest'ultima, entro un'edicola, vi è la statua di san Bassiano. Nelle due fasce laterali della facciata, corrispondenti alle navate laterali interne ma più alte di queste ultime, si aprono, dal basso, una monofora a tutto sesto, un rosone ed una bifora ogivale. A coronamento della facciata, cinque acroteri.
L'interno della chiesa è a tre navate, di quattro campate le laterali e di cinque la centrale, coperte con volta a crociera; l'ultima campata della navata centrale, più corta, è coperta con volta a botte. In una delle navate minori, l'ultima campata ospita un bassorilievo del 1323. Le pareti e le volte della chiesa sono decorate con affreschi degli anni venti del XIV secolo attribuiti al Maestro di San Bassiano, finanziati anche dalle varie corporazioni della città. Tra i soggetti affrescati, quattro carri agricoli trainanti da coppie di buoi, dipinti realizzati su uno sfondo a stelle e fiori. Ciascuna delle tre navate termina con un'abside semicircolari illuminate da monofore a tutto sesto.

### Organo a canne
Nella terza campata della navata laterale di sinistra, si trova l'organo a canne, costruito nel 1988 dalla ditta organaria Tamburini.
Lo strumento è a trasmissione mista, meccanica per i manuali e il pedale ed elettrica per i registri, e la sua consolle, a finestra, ha tre tastiere di 61 note ciascuna e pedaliera concavo-radiale di 32 note.

### Testi di approfondimento
- Alessandro Caretta, La Basilica dei 12 apostoli, San Bassiano di Lodivecchio, Lodi, Lodigraf, 1973, ISBN non esistente, SBN MIL0788552.
- Armando Novasconi, La basilica di S. Bassiano o dei 12 apostoli a Lodivecchio, presentazione di Paolo Magnani vescovo di Lodi, prefazione di Franco Mazzini, Lodi, Banca Popolare di Lodi, 1984, ISBN non esistente, SBN MIL0365045.
- Gian Carlo Menis, La Basilica Apostolorum di Laus Pompeia, Lodi, Società storica lodigiana, 1988, ISBN non esistente, SBN TSA0930115.
- Lodi Vecchio. La basilica di S. Bassiano, Lodi, Azienda di promozione turistica del Lodigiano, 1990, ISBN non esistente, SBN LO11559941.
- Elisabetta Rurali, San Bassiano di Lodi Vecchio, in Roberto Cassanelli (a cura di), Lombardia gotica, Milano, Jaca Book, 2002,  pp. 295-297, ISBN 88-16-60275-9.